# Nassenfels
Nassenfels är en köping (Markt) i Landkreis Eichstätt i Regierungsbezirk Oberbayern i förbundslandet Bayern i Tyskland.
Kommunen ingår i kommunalförbundet Nassenfels tillsammans med kommunerna Adelschlag och Egweil.